# Бэнкрофт, Фредерик
Фредерик Бэнкрофт (англ. Frederic Bancroft; 30 октября 1860, Гейлсберг, Иллинойс — 22 февраля 1945, Вашингтон) — американский историк, библиотекарь.

## Биография
Фредерик Бэнкрофт родился 30 октября 1860 года в Гейлсберге (Иллинойс). Он и его брат Эдгар происходили из рода Бэнкрофтов из Новой Англии, включавшего таких представителей, как преподобный Аарон Бэнкрофт (1755—1839) — первый президент Американской унитарианской ассоциации, биограф Джорджа Вашингтона — и Джордж Бэнкрофт (1800—1891) — историк и дипломат, автор десятитомной «Истории Соединённых Штатов Америки».
Фредерик Бэнкрофт окончил Амхерстский колледж (1882, бакалавр) и Колумбийский университет (1885, доктор). В течение одного года преподавал в Колумбийском университете. В 1888—1892 годах работал библиотекарем в Государственном департаменте США.
Написал биографию Уильяма Генри Сьюарда, 24-го Государственного секретаря США (1861—1869), соратника Авраама Линкольна, а также две книги по истории работорговли в США и одну книгу по истории федерализма в США.

## Книги
- Образ негра в политике: Южная Каролина и Миссисипи. Нью-Йорк. 1885.
- Жизнь Уильяма Генри Сьюарда. В 2 тт. Нью-Йорк. Лондон. 1900.
- Калхун и Южная Каролина: доктрина нуллификации. Johns Hopkins Press. 1928.
- Работорговля на старом Юге. Балтимор. 1931.

## Премия Бэнкрофта
Своё состояние в размере около 2 млн долларов завещал Колумбийскому университету для учреждения специальной премии. В 1948 году в память Фредерика Бэнкрофта и его старшего брата — юриста и дипломата Эдгара Бэнкрофта — была учреждена ежегодная премия за лучшие книги по дипломатии и истории Северной и Южной Америки. Ежегодно вручаются две или три премии. Премия Бэнкрофта является одной из самых выдающихся академических наград США в области истории.

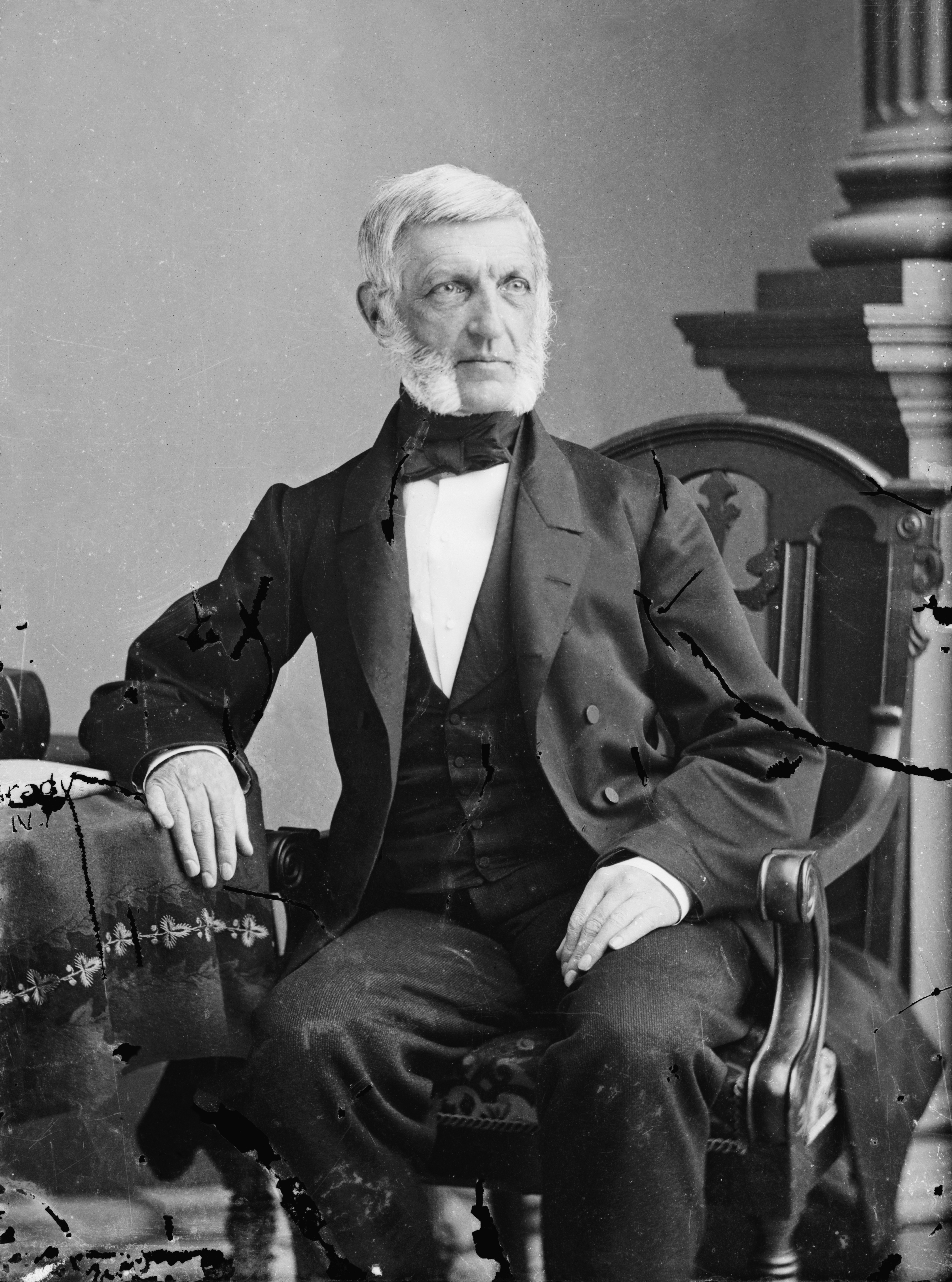
Джордж Бэнкрофт